# Tommy Bolin
Tommy Bolin (Sioux City (Iowa), 1 augustus 1951 - Miami (Florida), 4 december 1976) was een  Amerikaanse gitarist.

## Biografie
Van 1969 tot 1973 speelde hij in Zephyr, van 1973 tot 1974 bij The James Gang, waarmee hij de albums Bang en Miami maakte. In de zomer van 1975 werd hij gitarist bij Deep Purple, tot het uiteenvallen van deze band in het voorjaar van 1976. Hij is te horen op het album Come Taste The Band. In 1974 speelde hij mee op "Spectrum" het succesvolle solodebuut van drummer Billy Cobham (ex Mahavishnu Orchestra). Hierop is ook toetsenist Jan Hammer te horen (eveneens Mahavishnu Orchestra).
In 1975 bracht hij een soloalbum uit (Teaser), gevolgd door een tweede soloalbum in 1976 (Private Eyes'). Eind 1976 zou de Tommy Bolin Band het voorprogramma verzorgen bij een tournee van Jeff Beck. Op het feest na het eerste optreden van deze tournee nam Tommy Bolin echter een overdosis heroïne. De volgende ochtend, op 4 december 1976, was hij dood. Dit concert is uitgebracht op cd: The Tommy Bolin Band: live at the Miami Jai Alai - The final concert.

## Discografie

### Albums
| Teaser                                            | 1975 | - |
| Private Eyes                                      | 1976 | - |
| Live!                                             | 1994 | - |
| Live at Ebbets Field 1974                         | 1996 | - |
| Live at Northern Lights Recording Studios 9/22/76 | 1997 | - |
| Live at Ebbets Field 1976                         | 1997 | - |
| Naked                                             | 2002 | - |
| Albany, NY 9/20/76 [live]                         | 2004 | - |
| Live at the Jet Bar                               | 2004 | - |
| Bolin                                             | 2004 | - |